# Instituto Gulbenkian de Ciência

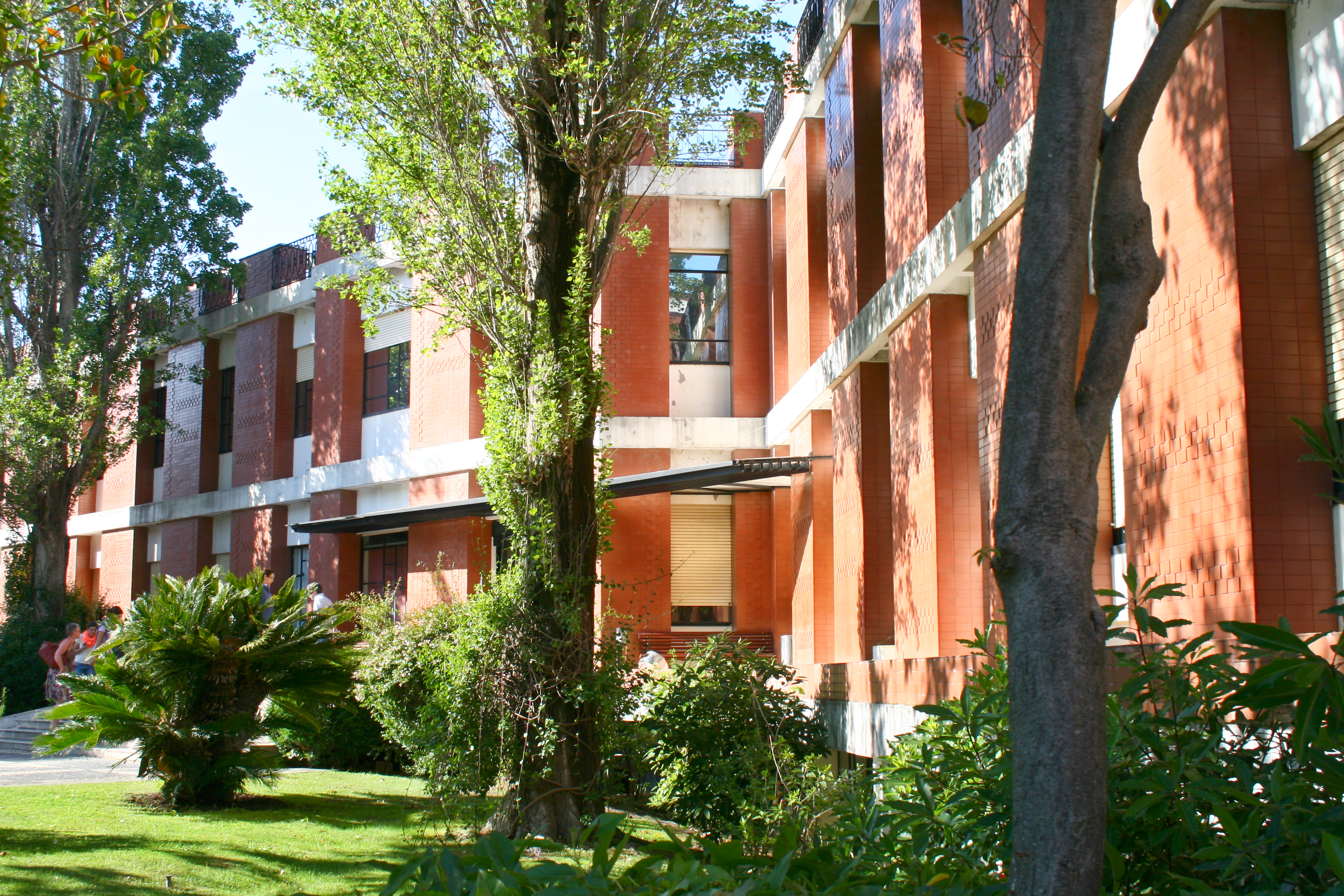
Vista exterior del Instituto

El Instituto Gulbenkian de Ciência (IGC) es un centro internacional de investigación biológica y biomédica situado en Oeiras, Portugal. En él también se llevan a cabo programas de prácticas para la inserción en el mundo laboral. Fue fundado en el año 1961 por la Calouste Gulbenkian Foundation (FGC). El Instituto está organizado en pequeños grupos de investigación independientes, que trabajan en un ambiente diseñado para alentar la interacción entre los miembros con la mínima estructura jerárquica posible. 
El programa científico cubre una amplia gama de ámbitos y sirve para la comunicación entre diferentes disciplinas. Entre ellos se encuentran: célula y biología del desarrollo, biología evolutiva, inmunología e interacción huésped-parásito, botánica, sociobiología, biología computacional y biofísica.
Todos los recursos del Instituto se encuentran a disposición de sus investigadores, y sus servicios y equipamiento también están disponibles para usuarios externos.
El IGC ofrece diversos grados educativos y programas de prácticas. Desde 1993 ofrece innovadores programas de doctorado, enfocados hacia la amplitud intelectual, la creatividad y el pensamiento científico independiente. Además, el Instituto posee una fuerte tradición en la promoción de la ciencia en la sociedad a través de programas dedicados de amplio alcance.
Alrededor de 400 personas, incluyendo 300 investigadores (alumnos, investigadores postdoctorales, técnicos y dirigentes de grupo), de 41 países diferentes, trabajan en el IGC. Desde 1998, 88 grupos de investigación se han establecido en el instituto. De estos, 44 han ido a otras instituciones, principalmente a otros centros de investigación y otras universidades de Portugal.
En 1998, bajo la dirección de António Coutinho, el IGC fue reestructurado hacia la actual configuración y modo de trabajar. Jonathan Howard sucedió a Coutinho como director del IGC de octubre de 2012 hasta enero de 2018. Desde el 1 de febrero de 2018, Mónica Bettencourt-Dias es la directora del Instituto Gulbenkian de Ciência.   

## Historia
La creación del IGC se inició en 1961, cuando el consejo de administración de la Calouste Gulbenkian Foundation decidió fundar su propio centro de investigación para fomentar la investigación multidisciplinaria, la independencia de las universidades y la ausencia de restricciones o intereses a priori. La composición inicial del IGC incluía un Centro de Cálculo Científico (1962-1985), un Centro de Biología (1962), un Centro de Innovación Pedagógica (1962-1980), un Centro de Economía Agrícola (1958-1986) y un Centro de Economía y Finanzas. Se proyectó la construcción de un edificio junto al Palacio del Marqués de Pombal, en Oeiras, para crear un nuevo campus provisto con laboratorios, una biblioteca, comedores y un lugar para albergar animales. El Centro de Biología fue inaugurado en 1967 en el nuevo campus de Oeiras y contó con cuatro grupos de investigación –Biología Celular, Farmacología, Microbiología y Fisiología– y una veintena de investigadores. Desde 1966 hasta 1969 fallecieron cuatro dirigentes del IGC: Delfim Santos (Innovación Pedagógica), António Gião (Cálculo Científico), Flávio Resende (Biología) y Luís Quartin Graça (Economía Agrícola). 
En 1968, Luís Archer, sacerdote jesuita y biólogo, considerado como el padre de la genética molecular en Portugal, regresó al país para establecer el Laboratorio de Genética Molecular en el IGC, dentro del Departamento de Biología Celular. Al año siguiente, en 1969, se crearon los Estudos Avançados de Oeiras, para ofrecer talleres, escuelas de verano y seminarios internacionales a los científicos. 
En el año 1984, el Consejo de Administración de la Calouste Gulbenkian Foundation decidió que el IGC sería un centro dedicado exclusivamente a la investigación y la formación de postgrado en Biología. 
En el año 1989 se crearon el Instituto de Tecnología Química y Biológica y el Instituto de Biología Experimental y Tecnológica y se alojaron en el campus del IGC. Más adelante formaría el campus de Oeiras junto al IGC. 
António Coutinho, inmunólogo y jefe de la Unidad de Inmunología del Instituto Pasteur, fue nombrado director de Estudios Avanzados de Oeiras en el año 1991. Coutinho inició en 1993 el Programa de Doctorado en Biología y Medicina de Gulbenkian (PGDBM), un programa pionero en Portugal y uno de los primeros de este tipo en todo el mundo. En el año 1998, Coutinho fue nombrado director del IGC y, bajo su dirección, comenzó una nueva fase del centro como "institución anfitriona", con la misión de identificar y educar nuevos líderes de investigación, proporcionar acceso a instalaciones y ofrecer autonomía intelectual y financiera para desarrollar proyectos de investigación. 
El Programa de Neurociencia de Champalimaud se estableció en el IGC en el año 2006. Los grupos de investigación de la recién creada Fundación Champalimaud se alojaron en el IGC, para llevar a cabo investigaciones en neurociencia de sistemas, hasta el año 2011, momento en el que se trasladaron al nuevo edificio de la Fundación Champalimaud, en Lisboa. 
En el año 2008, el Instituto Gulbenkian de Ciência participó por primera vez en el festival de música NOS Alive, de la mano de "Everything is New", para apoyar a jóvenes investigadores.
En los años 2010 y 2011, el IGC fue considerado como uno de los "10 mejores lugares para postdoctorados" fuera de Estados Unidos por la revista The Scientist.
Jonathan Howard, inmunólogo y profesor de Genética en la Universidad de Colonia, fue nombrado director del IGC en el año 2012, sucediendo así a Coutinho. Desde febrero del año 2018, Mónica Bettencourt-Dias, bioquímica y bióloga celular portuguesa, es la directora del Instituto.

## Investigación

### Logros principales
- Un estudio publicado en la revista Nature Cell Biology en el año 2018, coordinado por Mónica Bettencourt-Dias, ayudó a comprender las enfermedades que involucran a las antenas celulares, conocidas como ciliopatías. Los investigadores descubrieron que, aunque las células usan los mismos materiales de construcción para sus antenas, los usan en diferentes proporciones y momentos, creando así funciones estructuralmente diferentes. Eso explica cómo sus mutaciones, que ocurren en enfermedades genéticas relacionadas con los cilios (como por ejemplo, enfermedades asociadas a la infertilidad, la pérdida de visión o la obesidad), suelen afectar solo a algunas antenas y no a todas, así como solo algunos pacientes muestran todos los síntomas mientras que otros pueden tener solo un tipo de defecto.
- El equipo de investigación dirigido por Joana Gonçalves-Sá y Luís Rocha demostró que existe un estado de ánimo específico asociado a las celebraciones religiosas, un "estádo de ánimo amoroso" que puede tener influencia en el comportamiento reproductivo humano. Utilizando datos de Twitter y Google Trends de todo el mundo, descubrieron que también la cultura (y no solo la biología) explica los ciclos reproductivos humanos. El estudio fue publicado en diciembre del año 2018 en la revista Scientific Reports.
- Ana Domingos publicó, junto a su grupo dedicado a las causas biológicas que subyacen a la obesidad, un estudio innovador en la revista Nature Medicine, en octubre de 2017. Descubrieron una población imprevista de células inmunes (macrófagos) asociadas a neurónas simpáticas en el tejido adiposo. Estos macrófagos especializados se encuentran en contacto directo con las neuronas y afectan a la activación neuronal crítica para la reducción de masa grasa.
- Durante muchos años los biólogos se habían preguntado por qué las plantas poseen tantos genes que codifican proteínas que son conocidas por ser esenciales para el sistema nervioso de los animales, conocidas como receptores de glutamato. El equipo de Jose Feijó descubrió una nueva función de estas proteínas y demostró que el esperma del musgo las utiliza para navegar a través de los órganos femeninos y asegurar su descendencia. El estudio fue publicado en la revista Nature en julio del año 2017.
- Utilizando diferentes modelos experimentales de sepsis en ratones, un grupo de investigación liderado por Miguel Soares descubrió un mecanismo insospechado que protege frente a la sepsis. El estudio, que proporciona nuevas vías para la terapia contra la sepsis, fue publicado en la revista Cell en junio del 2017.
- Moisés Mallo y su grupo de investigación descubrieron el factor clave que regula el desarrollo del tronco de los vertebrados y explica por qué las serpientes tienen un cuerpo tan diferente. Estos descubrimientos, que ayudan a comprender el tronco excepcionalmente largo de las serpientes y abren nuevas vías para el estudio de la regeneración de la médula espinal, fueron publicados en agosto del año 2016 en la revista Developmental Cell.
- Un equipo de investigación liderado por Mónica Bettencourt-Dias ayudó a comprender el mecanismo por el cual lo ovocitos, los gametos femeninos, pierden centríolos, así como la importancia de esto para la fertilidad femenina. Los resultados mostraron que los centríolos poseen normalmente un recubrimiento que los protege que se pierde en el interior del ovocito, eliminando así los centríolos. También mostraron que si los centríolos no se eliminan se produce infertilidad en las mujeres. El estudio fue publicado en mayo de 2016 en la revista Science.
- Un equipo de investigación liderado por Miguel Godinha Ferreira descubrió que ciertos órganos, como el intestino, envejecen antes que otros tejidos debido a que sus células tienen un "cronómetro" con un ritmo más acelerado. Los resultados, publicados en la revista PLoS Genetics en enero de 2016, también mostraron que la monitorización del ritmo de estos "cronómetros" puede ser un buen indicador del envejecimiento de todo el organismo, dado que la aparición de lesiones locales relacionadas con la edad anticipa la aparición de enfermedades relacionadas con la edad, como el cáncer.
- La investigación liderada por Raquel Oliveira ha mostrado cómo las células son prácticamente ciegas a los defectos de cohesión de los cromosomas. Los resultados demostraron cómo estos defectos, a menudo asociados con el desarrollo del cáncer, enfermedades congénitas e infertilidad, evitan la vigilancia estricta de los mecanismos de control que aseguran una correcta segregación del genoma. Fueron publicados en la revista Cell Reports en octubre de 2015.
- Ana Domingos y su grupo de investigación han mostrado que el tejido graso se encuentra inervado y que la estimulación directa de las neuronas en la grasa es suficiente para inducir su descomposición. Los resultados, publicados en septiembre de 2015 en la revista Cell, preparan el terreno para la aparición de nuevas terapias contra la obesidad.
- Los estudios de Luis Teixeira y su grupo de investigación acerca de la bacteria Wolbachia revelaron que un simple cambio genómico puede convertir una bacteria beneficiosa en una bacteria patógena, al aumentar la densidad bacteriana dentro del huésped. La Wolbachia es una bacteria comúnmente presente en las especies de insectos que pueden proteger a sus huéspedes contra los virus, incluido el virus del dengue. Este estudio, publicado en la revista PLoS Biology en febrero de 2015, es el primero en vincular los genes y sus funciones en la bacteria Wolbachia, así como en proporcionar un punto de partida en la comprensión de la simbiosis entre los insectos y la Wolbachia.
- Miguel Soares y su equipo de investigación descubrieron que los componentes bacterianos específicos que componen la microbiota del intestino humano pueden desencadenar un mecanismo natural de defensa que es altamente protector frente a la transmisión de la malaria. Los resultados se publicaron en diciembre de 2014 en la revista Cell.
- Los grupos de investigación dirigidos por Jocelyne Demengeot, Karina Xavier e Isabel Gordo unieron sus esfuerzos para desvelar cómo la bacteria Escherichia coli, una de las primeras especies en colonizar el intestino humano tras el nacimiento, se adapta y evoluciona en el intestino de los ratones. El estudio, publicado en la revista PLoS Genetics en marzo del año 2014, mostró que la E. coli emerge rápidamente con diferentes mutaciones ventajosas y, consecuentemente, se genera una gran variación genética en esta especie a lo largo del tiempo, demostrando cómo de rica es la dinámica evolutiva de cada bacteria en un animal sano.
- El equipo de investigación liderado por Henrique Teotónio, en colaboración con Isabel Gordo, ha probado experimentalmente y por primera vez la teoría de Haldane. El estudio, que fue publicado en la revista Nature Communications en septiembre de 2013, confirmó esta teoría para la introducción de un nuevo alelo beneficioso en una población. Contribuye a una mejor comprensión acerca de cómo una población puede evolucionar, con implicaciones en aquellos estudios acerca de cómo las especies se adaptan a los cambios mediambientales o cómo se conservan.
- El equipo de investigación dirigido por Miguel Godinho Ferreira, en colaboración con Isabel Gordo, mostró por primera vez que los reordenamientos cromosómicos (tales como inversiones o translocaciones) puede proporcionar ventajas para las células que los albergan dependiendo del ambiente al que se encuentren expuestas. El estudio, publicado en la revista Nature Communications en agosto de 2013, ayuda a comprender mejor diferentes problemas biológicos, tales como: cómo las células cancerígenas que tienen reordenamientos cromosómicos pueden superar en crecimiento a las células normales o cómo los organismos pueden evolucionar en el mismo lugar físico para formar diferentes especies.
- El investigador Miguel Soares fue coautor de una reseña en la revista Science, en febrero de 2012, acerca de una estrategia para el tratamiento de enfermedades infecciosas que había sido ampliamente pasada por alto. El sistema inmunológico protege de las infecciones detectando y eliminando patógenos invasores. Los autores propusieron una tercera estrategia que tiene en consideración la tolerancia a la infección, por la cual el huésped infectado se protege de la infección reduciendo el daño tisular y otros efectos negativos causados por el patógeno o la respuesta inmunológica contra el invasor.
- Lar Jansen y su equipo descubrieron un mecanismo muy simple y ordenado a través del cual la célula acopla la duplicación del ADN, la división celular y el ensamblaje del centrómero. Utilizando la misma maquinaria para todos estos pasos pero de formas opuestas, las células confirma que el número correcto de copias de los genes y los centrómeros se realiza permitiendo a cada uno el tiempo apropiado. El estudio fue publicado en la revista Developmental Cell en diciembre de 2011.
- El Instituto Gulbenkian de Ciencia ha formado parte del equipo internacional de investigadores (de 10 países) que ha secuenciado el genoma del diminuto ácaro araña. La secuencia del genoma del ácaro araña ha revelado las bases genéticas de la flexibilidad de su alimentación y de su resistencia a los pesticidas. La investigación se publicó en la revista Nature en noviembre de 2011.
- Un equipo dirigido por Florence Janody ha descubierto un vínculo sorprendente entre el esqueleto de la célula y el tamaño del órgano. Su estudio, publicado en abril del 2011 en la revista Development, mostró que una de las proteonas que regula el esqueleto de la célula también actúa para bloquear la activación de los genes que promueven la supervivencia y proliferación de la célula. Estos descubrimientos se añaden al rompecabezas que supone comprender cómo los genes de proliferación se activan de manera anormal, lo que normalmente conduce a tumores.
- Un equipo de investigación dirigido por Miguel Soares descubrió cómo la anemia drepanocítica protege frente a la malaria. El estudio fue publicado en la revista Cell en abril de 2011.
- Un equipo internacional de investigación dirigido por Jose Feijó publicó, en marzo de 2011 en la revista Science, un estudió que revelaba que el polen, el órgano que contiene los gametos masculinos de la planta, se comunica con el pistilo, la parte femenina, usando un mecanismo observado frecuentemente en el sistema nervioso de los animales. El estudió mostró un nuevo mecanismo que subyace a la reproducción en las plantas y mostró cómo la comunicación entre células se conserva entre animales y plantas.
- Un equipo de investigación dirigido por Miguel Soares descubrió que el hemo libre, liberado por los glóbulos rojos durante la infección, es la causa del fallo orgánico, lo que conduce al letal resultado de la sepsis grave. Además, el equipo descubrió que el efecto tóxico del hemo libre puede ser superado por la hemopexina, una molécula natural que neutraliza el hemo libre. Estos descubrimientos se publicaron en septiembre de 2010 en la revista Science Translational Medicine.
- Un equipo de investigación dirigido por Miguel Godinho resolvió una paradoja relacionada con los telómeros. Las terminaciones rotas de los cromosomas generadas por el daño en el ADN se unen rápidamente. Sin embargo, los telómeros nunca están atados entre sí, lo que permite la correcta segregación del material genético en todas las células. Los investigadores mostraron que una de los histonas vecinas de los telómeros carece de una señal química, lo que hace que la maquinaria que reconoce los daños en el ADN sea incapaz de detener el ciclo celular. los resultados se publicaron en la revista Nature en septiembre de 2010.

## Programas de doctorado
El Instituto Gulbenkian de Ciencia inició la formación de postgrado con el formato de Programa de Doctorado en el año 1993, primero con el Programa de Doctorado Gulbenkian en Biología y Medicina y posteriormente con el Programa de Doctorado Gulbenkian en Biomedicina. En el año 2013, 20 años después del primer Programa de Doctorado en Portugal, la Fundação para a Ciência e a Tecnologia (FCT) comenzó a apoyar el Programa de Doctorado en Ciencias Biomédicas Integradoras, que sigue ahora vigente como Programa de Doctorado en Biología y Biomedicina Integradoras. En 2014 se puso en marcha un nuevo y ambicioso programa, el Programa para Graduados en Ciencias para el Desarrollo, que tiene como objetivo educar a una nueva generación de excelentes científicos y profesores universitarios (de Ciencias de la Vida) en los países africanos de habla portuguesa y en Timor Oriental. 
El IGC también forma parte de un programa conjunto en el que participan el Instituto de Tecnología Química e Biológica, el Instituto Gulbenkian de Ciencia y el Instituto de Medicina Molecular: el Programa de Doctorado en Biología en la Interfaz de Microbios Huésped.  
Además, el IGC tuvo otros dos programas, el Programa de Doctorado en Biología Computacional (el primero de esta disciplina en Portugal, creado en el 2005) y el Programa de Doctorado en Educación Médica Avanzada.

## Divulgación científica
El diálogo entre los científicos y la sociedad es un elemento crucial, por lo que el IGC se encuentra muy comprometido con su promoción, tanto dentro del Instituto como en el resto del mundo. Jornadas de puertas abiertas, Noches de Investigadores, programas de divulgación científica y programas educativos informales alcanzan cada año a cientos de estudiantes, profesores y ciudadanos.

## Infraestructura
El Instituto Gulbenkian de Ciencia cuenta con equipos e instalaciones de última generación, así como con un personal altamente cualificado. Sus instalaciones incluyen servicios de bioinformática, laboratorios de animales con garantía de ausencia de patógenos (Specific Pathogen Free) que incluyen una unidad libre de gérmenes, una unidad de transgénicos, instalaciones para las plantas, clasificación de células a alta velocidad, microscopía electrónica y avanzada, secuenciación de nueva generación, preparación de anticuerpos monoclonales e hispatología. Entre otros servicios, el Instituto cuenta con una biblioteca, un centro de datos internos dedicado y un equipo de tecnología de la información, una oficina de financiación de la investigación y un equipo de gestión de proyectos. 